# 松村明
松村 明（まつむら あきら、1916年9月3日 - 2001年11月22日）は、日本の国語学者。位階勲等は正四位勲三等瑞宝章。称号は文学士、東京大学名誉教授。『大辞林』の編纂者として知られる。

## 経歴
東京生まれ。旧制浦和高等学校を経て東京帝国大学国文科卒業。
- 1947年 - 第七高等学校教授
- 1950年 - 鹿児島大学助教授、東京女子大学助教授、
- 1952年 - お茶の水女子大学専任講師、翌年助教授、
- 1959年 - 東京大学文学部助教授、
- 1962年 - 教授。
- 1977年 - 定年退官、名誉教授。国語審議会委員をたびたび務める。
- 1990年 - 勲三等旭日中綬章受勲。
- 2001年 - 叙正四位。

## 著書

### 単著
- 『ローマ字教育論』牧書房、1948
- 『国語概説』東洋館出版社、1952
- 『江戸語東京語の研究』東京堂、1957
- 『古文解釈国文法』学生社、1958
- 『洋学資料と近代日本語の研究』東京堂出版、1970
- 『ことば紳士録』朝日新聞社、1971
- 『国語史概説』秀英出版、1972
- 『国語表現法』桜楓社、1975
- 『国語表現法 実践ワークブック』桜楓社、1976
- 『近代の国語－江戸から近代へ』桜楓社、1977
- 『江戸ことば・東京ことば』教育出版、1980／講談社学術文庫、1993
- 『日本語の世界2 日本語の展開』中央公論社、1986
- 『近代日本語論考』東京堂出版、1999

### 編纂
- 「日本文法大辞典」明治書院 1971
- 「旺文社国語辞典」和田利政、山口明穂共編、旺文社 1986
- 「旺文社古語辞典」和田利政、山口明穂共編、旺文社 1988
- 「大辞林」三省堂 1988
- 「大辞泉」（監修）小学館 増訂版 1998
- 新井白石「折たく柴の記」（校訂）、岩波書店〈日本古典文学大系95〉、1964／改訂版：岩波文庫 1999
- 「新井白石　日本思想大系35」（友枝龍太郎・益田宗と分担校訂）岩波書店、1975

## 記念論集
- 国語学と国語史 松村明教授還暦記念会 明治書院、1977
- 国語研究論集 松村明教授古稀記念会 明治書院、1986
- 国語研究 松村明先生喜寿記念会 明治書院、1993
- 近代語研究 第11集 松村明教授追悼論文集 武蔵野書院、2002。近代語学会編